# Asura sexualis
Asura sexualis är en fjärilsart som beskrevs av Felder 1864. Asura sexualis ingår i släktet Asura och familjen björnspinnare. Inga underarter finns listade i Catalogue of Life.